# Limenitis nivosus
Limenitis nivosus är en fjärilsart som beskrevs av Gunder 1929. Limenitis nivosus ingår i släktet Limenitis och familjen praktfjärilar. Inga underarter finns listade i Catalogue of Life.